# Helicacma catapasta
Helicacma catapasta är en fjärilsart som beskrevs av Edward Meyrick 1914. Helicacma catapasta ingår i släktet Helicacma och familjen fransmalar. Inga underarter finns listade i Catalogue of Life.